# Miss Kansas USA

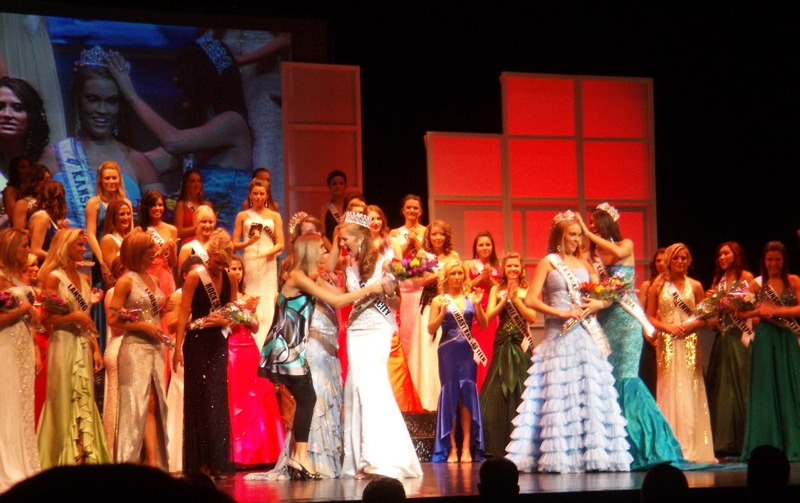
Michelle Gillespie som Miss Kansas

 Miss Kansas USA är en skönhetstävling där vinnaren får representera Kansas i Miss USA. Hittills har en enda Miss Kansas också vunnit titeln Miss USA, Kelli McCarty. Andra Miss Kansas-modeller som lyckats bra, men som inte nått ända fram, i den nationella tävlingen är Danni Boatwright, Lindsay Douglas, Tavia Shackles och Cara Gorges. 